# Allotalanta
Allotalanta ist eine Gattung von Schmetterlingen aus der Familie der Prachtfalter (Cosmopterigidae).

## Merkmale
Die Vertreter der Gattung sind mittelgroße Falter. Der Kopf ist mit dicht anliegenden Schuppen bedeckt, nur an den Seiten stehen sie leicht ab. Die Fühler haben drei Viertel der Länge der Vorderflügel. Die Labialpalpen sind lang, leicht abgeflacht und zurückgebogen. Die Vorderflügel sind breit und lanzettlich. Sie sind entweder einfarbig oder mit Punkten und Strichen gezeichnet. Die Hinterflügel sind ebenso breit wie die Vorderflügel und haben einen abgerundeten Apex.
Die Genitalarmatur der Männchen ist leicht asymmetrisch. Die Brachia sind entweder symmetrisch oder asymmetrisch, sie sind verschieden lang und unterschiedlich geformt. Das Tegumen ist groß und hat eine breite Basis. Distal verjüngt es sich. Die Valven sind schlicht, kurz und breit und distal verjüngt. Die Valvellae sind lang und mehr oder weniger symmetrisch. Der Aedeagus ist sehr lang und kreisförmig gebogen. Das 8. Abdominaltergit ist stark sklerotisiert, das 8. Abdominalsternit ist mit langen Borsten besetzt.
Bei den Weibchen sind die Apophyses posteriores ungefähr doppelt so lang wie die Apophyses anteriores. Das Sterigma wird durch eine stark sklerotisierte Platte mit seitlichen Vorwölbungen gebildet. Der Ductus bursae ist lang, knäuelförmig und membranös. Das Corpus bursae ist oval und mit zwei kleinen Signa versehen, die von kammartigen Vorsprüngen umgeben sind.

## Verbreitung
Die Vertreter der Gattung sind hauptsächlich in der Afrotropis und der Orientalis beheimatet.

## Biologie
Die Biologie der Arten wurde bisher nicht beschrieben.

## Systematik
Zur Gattung Allotalanta  zählen gegenwärtig zwölf Arten, von denen nur eine in der Paläarktis beheimatet ist. Die Typusart der Gattung ist Allotalanta autophaea.
- Allotalanta autophaea Meyrick, 1913 (Türkei, Taurusgebirge)
- Allotalanta clonomicta Meyrick, 1927 (Südafrika, KwaZulu-Natal)
- Allotalanta crocomitra (Meyrick, 1914) (Indien, Kanara)
- Allotalanta deceptrix Meyrick, 1925 (China, Liaoning)
- Allotalanta globulosa Meyrick, 1914 (Sri Lanka)
- Allotalanta lacteata Meyrick, 1914 (Indien, Coorg)
- Allotalanta ochrotoma Meyrick, 1930 (Kamerun)
- Allotalanta oporista Meyrick, 1926 (New Ireland)
- Allotalanta spilothyris Meyrick, 1922 (Indien, Assam)
- Allotalanta synclera (Meyrick, 1921) (Indien, Kanara)
- Allotalanta tephroclystis Merick, 1930 (Kamerun)
- Allotalanta triocellata (Stainton, 1859) (Indien)